# 京極高典
京極 高典（きょうごく たかまさ）は、幕末の大名、明治時代の華族。讃岐多度津藩の第6代（最後）の藩主。多度津藩京極家6代。

## 経歴
京極高宝（5代藩主・京極高琢の庶弟）の次男として江戸にて誕生した。母は伊勢屋勘兵衛の娘。初名は高徳。
安政4年（1857年）4月6日に伯父である高琢の養嗣子となる。安政5年（1858年）12月に諱を高典と改め、翌年3月11日の高琢の隠居により跡を継いだ。万延元年（1860年）5月に参勤交代で江戸に赴き、従五位下・壱岐守に叙任される（後に河内守、下総守と変遷）。元治元年（1864年）11月、江戸より多度津に帰る途上、孝明天皇に拝謁し天盃を賜わり、12月26日まで京都御所日之御門警衛の警備を命ぜられる。
慶応4年（1868年）の鳥羽・伏見の戦いでは官軍として戦う。1月19日、本藩丸亀藩、土佐藩と共に高松藩を攻める。この時は大目付服部喜之助を総督に先進隊の兵士50人を従軍させたが、高松藩は間もなく降参したので、1月21日に兵を帰した。伏見取締を命ぜられ、伏見街道および鳥羽口の警備をする。
明治4年（1871年）正月に他の藩より先に解藩の建白書を明治政府に提出し、2月5日に廃藩を容れられ、藩は倉敷県に合併となり知藩事を免官となる。4月8日に家財をまとめて東京に向け汽船温泉号で出航するが、18日に遠州灘沖で難破し、家財や藩の記録はすべて沈んでしまった。
明治5年（1872年）8月15日、隠居し、養子寿吉に家督を譲る。明治7年（1874年）10月2日、寿吉の隠居により、再び家督を相続する。なお、明治6年（1873年）に実子の高備が生まれており、明治8年（1875年）に寿吉を離縁した。明治17年（1884年）に子爵に叙される。明治23年（1890年）貴族院が設置され、同年7月10日、貴族院議員となる。明治39年（1906年）正月10日、71歳で死去し、高備が家督を継ぐ。

## 栄典
- 1905年（明治38年）1月20日 - 御紋付御杯[2]

## 系譜
- 父：京極高宝 - 5代藩主・京極高琢の庶弟
- 母：伊勢屋勘兵衛の娘
- 正室：幸 - 阿部正備の娘のち離縁。
- 継室：鈺子 - 安藤信正の娘
  - 女子：梅子 - 坂本近敬室、のちに御牧現随室
  - 次男：京極高備（1873年 - 1933年）
  - 男子：靏丸
  - 男子：竹三郎
  - 男子：富士高茂 - 富士重本養子
  - 男子：恵三郎
  - 八男：京極高頼 (1885年生) - 旧峰山藩主家、京極高致養子。学習院高等科出身[3]。娘婿に京極高鋭
- 養子
  - 男子：京極寿吉 - 前名・治礼。山崎治正六男